# W Puppis
W Puppis är en pulserande variabel av Mira Ceti-typ (M) i stjärnbilden Akterskeppet. 
Stjärnan varierar mellan visuell magnitud +7,1 och 13,6 med en period av 119,7 dygn.